# Liste der Naturdenkmale in Wahlenau
Die Liste der Naturdenkmale in Wahlenau nennt die im Gemeindegebiet von Wahlenau ausgewiesenen Naturdenkmale (Stand 13. Mai 2024).

## Naturdenkmale
| Nr.         | Bezeichnung         | Lage                                            | Beschreibung                                        | Bild                                    |
| ----------- | ------------------- | ----------------------------------------------- | --------------------------------------------------- | --------------------------------------- |
| ND-7140-039 | Buche im Zappenheck | östlich des Ortes; Abteilung Im Zappenheck Lage | Fagus sylvatica, einer von ursprünglich vier Bäumen | Direkt Bild zu diesem Denkmal hochladen |